# أدم ماهر
أدم ماهر (ولد في يوم 20 يوليو 1993-)، وهو لاعب كُرَة قَدَم مغربي المولد هولندي الجنسية في مركز الارتكاز في بلدة أية عزو في سوس ماسة درعة في المغرب وهو يلعب حالياً مع نادي ضمك السعودي وسبق له اللعب مع نادي ألكمار ولعب أيضاً مع منتخب هولندا لكرة القدم ويبلغ طوله 175 سم.

## مسيرته الكروية
لعب أدم ماهر خلال مسيرته الاحترافية مع 6 أندية في اثنا عشر موسمًا وسجل خلالها 32 هدفًا ضمن 232 مباراة. حيث فاز في موسم واحد بالكأس وفي ثلاثة مواسم بالدوري.
خاض أدم ماهر مسيرته مع نادي إي زد ألكمار في موسم 2010–11 في المرة الأولى واستمر معه طيلة ثلاثة مواسم ثم في موسم 2018–19 لمدة موسم واحد، مشاركًا طوالها في 91 مباراة سجل خلالها 13 هدفًا. ثم انتقل إلى نادي آيندهوفن في موسم 2013–14 ليلعب معه أربعة مواسم، حيث شارك في 72 مباراة سجل خلالها 12 هدفًا. لينتقل بعدها إلى نادي عثمانلي سبور في موسم 2016–17 لمدة موسم واحد، مشاركًا في 24 مباراة سجل خلالها هدفين. ثم انتقل إلى نادي تفينتي أنشخيدة في موسم 2017–18 لمدة موسم واحد، مشاركًا في 16 مباراة سجل خلالها هدفًا واحدًا. هذا وانتقل لاحقًا إلى نادي أوترخت في موسم 2019–20 لمدة موسم واحد، مشاركًا في 23 مباراة سجل خلالها 3 أهداف.

## روابط خارجية
- أدم ماهر على موقع الاتحاد الدولي (مؤرشف)  (الإنجليزية)
- أدم ماهر على موقع الاتحاد الأوربي (الإنجليزية)
- أدم ماهر على موقع اتحاد تركيا (لاعب) (الإنجليزية)
- أدم ماهر على موقع قاعدة بيانات كرة القدم.إي يو (الإنجليزية)
- أدم ماهر على موقع بيانات كرة القدم. دي إي (الألمانية)
- أدم ماهر على موقع ناشيونال فوتبول تيمز (الإنجليزية)
- أدم ماهر على موقع Soccerway.com (الإنجليزية)
- أدم ماهر على موقع عالم كرة القدم.نت (الإنجليزية)
- أدم ماهر على موقع AS.com (الإسبانية)